# Satyrus arasana
Satyrus arasana är en fjärilsart som beskrevs av Andrej Nikolajewitsch Avinoff och Sweadner 1951. Satyrus arasana ingår i släktet Satyrus och familjen praktfjärilar. Inga underarter finns listade.